# Caimão-de-allen
O caimão-de-allen (Porphyrio alleni), ou frango-d'água-africano (no Brasil), é uma ave da família Rallidae. É mais pequeno que o caimão-comum, distinguindo-se pelo dorso e pelas asas verdes e não azuis.
Esta espécie distribui-se por África a sul do Saara, sendo muito rara na Europa.

## Subespécies
A espécie é monotípica (não são reconhecidas subespécies).